# Reißhaken

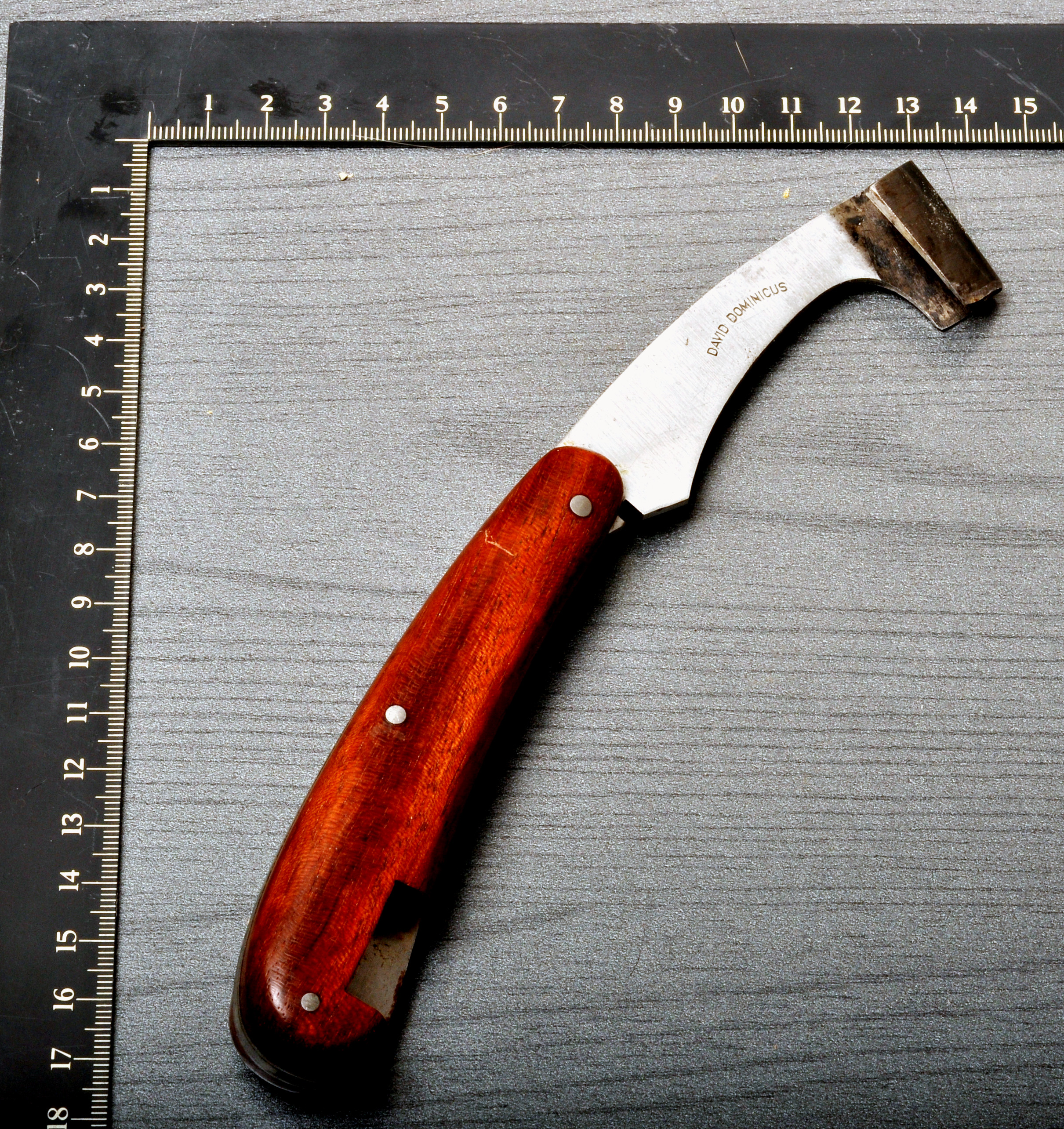
Reißhaken als Klappmesser

Als Reißhaken  auch Baumreißer wird eine besondere Bauform eines Messers bezeichnet, das in der Forstwirtschaft und Zimmerei zum dauerhaften und „scharfen“ Markieren von Holz verwendet wird. Es handelt sich um ein Messer oder Klappmesser, das über eine U-förmige Klingenspitze verfügt, die üblicherweise außen angeschliffen ist. Es ist ähnlich wie ein Harzhobel geformt. Im 19. Jahrhundert wurde als Reißhaken auch ein krummes scharfes Messer bezeichnet, das an einer langen Stange befestigt war und zum Abreißen von Nadelholzreisig diente.
Mit dieser Klinge können rinnenartige Markierungen an Bäumen angebracht werden (z. B. um ihre Ernte zu kennzeichnen, meist durch ein „X“, oder Abbundzeichen an Hölzern für den Fachwerkbau oder das Dachwerk anzubringen). Früher wurden an Bäumen mit dem Reißhaken auch Markierungen angebracht, die den Standort des nächsten Nistkastens anzeigten. In der Forstwirtschaft ist der Reißhaken weitestgehend durch Farbmarkierungen ersetzt worden, findet aber noch Verwendung beim Ablängen von Nutzholz.

## Anwendung bei Blankwaffen
Reißhaken bezeichnet in der Blankwaffenkunde Haken an Stangenwaffen. Der Zweck der Reißhaken war Gegner von Pferden zu ziehen oder Pferde zu Fall zu bringen. Diese Reißhaken sind zu Kriegsgabeln, Rossschindern, Lochaber-Äxten, Hakenspießen und Helmbarten bekannt.